# Sárok
Sárok é um município da Hungria, situado no condado de Baranya. Tem 4,62 km² de área e sua população em 2019 foi estimada em 120 habitantes.